# Колодий, Олег Викторович
Олег Викторович Колодий (18 августа 1935 — 29 января 2013) — советский и российский тренер по лёгкой атлетике. Заслуженный тренер РСФСР, Почётный мастер спорта СССР, кандидат педагогических наук.

## Биография
Родился в 1935 году.
Мастер спорта СССР (1957). В 1959 году окончил Государственный институт физической культуры им. П. Ф. Лесгафта, в том же году был удостоен звания Почётного мастера спорта. Был победителем и призёром международных и национальных соревнований: Чемпионата на приз братьев Знаменских (1958—1960), на приз Я. Кусочинского (1959—1961), Спартакиады народов СССР (1960), первенства СССР (1959), первенств профсоюзов СССР (1959, 1960) и т. д. Представлял общество «Зенит» (Ленинград).
Впоследствии занялся тренерской, научной и педагогической деятельностью. У него тренировались заслуженный мастер спорта, чемпион Европы (1974), серебряный призёр Олимпийских игр (1976), рекордсмен мира (1974) А. Спиридонов; чемпион СССР среди молодежи А. Ефимов; чемпион Олимпийских игр (1984), рекордсмен Финляндии Ю. Тиайнена и другие выдающиеся спортсмены. В 1975 году был удостоен звания «Заслуженный тренер РСФСР». В том же году стал лауреатом премии Спорткомитета СССР как лучший тренер страны (1975).
Имеет звание «Заслуженный работник высшей школы Российской Федерации». Награждён медалью «За трудовое отличие».
Занимал должность профессора кафедры легкой атлетики Санкт-Петербургской государственной академии физической культуры им. П. Ф. Лесгафта. Всего посвятил преподаванию 52 года своей жизни.
Скончался 29 января 2013 года после тяжелой и продолжительной болезни на 78-м году жизни.

### Научная деятельность
В 1971 году защитил диссертацию на соискание учёной степени кандидата педагогических наук. Был специалистом в области теории и методики спортивной тренировки легкоатлетов высокой квалификации. Профессор (1986). Опубликовал более 150 научных работ, ряд которых был переведён и издан в Германии, США, Японии и других странах.
Член Балтийской педагогической академии (1994). Член-корреспондент Международной академии информатизации (1995).
Имел 3 авторских свидетельства на изобретения: «Устройство для оценки техники метания молота спортсменом» (1981), «Устройство для оценки техники метания молота» (1982, 1984).
Лауреат премии спорткомитета СССР за лучшую научно-исследовательскую работу в области физической культуры и спорта.
Подготовил 10 кандидатов наук.

#### Публикации
- «Легкая атлетика и методика преподавания» (1977, соавтор);
- «Легкая атлетика» (1987, соавтор; переведён на арабский язык);
- «Атлетизм» (1992, соавтор; на молдавском языке);
- «Тренировка в легкоатлетических метаниях» (1992, соавтор);
- «Основы тренировки в легкой атлетике» (1994, соавтор);
- «Rzuty u Wieloboje lekkoatlyczhe» (1994, соавтор);
- «Lekkoatletyka skoki, rzuty, wieloboje» (1995, соавтор);
- методические пособия «Социальные проблемы реабилитации и адаптации спортсменов на этапе завершения спортивной деятельности» (1998, соавтор);
- «Особенности современной техники поворотов у метателей молота» (1998).